# Thomas Thijs
Thomas Thijs (Geel, 17 juni 1997) is een Belgische zwemmer. Zijn specialiteit is de vrije slag. 

## Belangrijkste prestaties
| Jaar | Olympische Spelen                         | WK langebaan                                | WK kortebaan                                                | EK langebaan                                                                       | EK kortebaan                              |
| ---- | ----------------------------------------- | ------------------------------------------- | ----------------------------------------------------------- | ---------------------------------------------------------------------------------- | ----------------------------------------- |
| 2016 |                                           |                                             | 8e 4x200m vrije slag                                        | geen deelname                                                                      |                                           |
| 2018 |                                           |                                             | geen deelname                                               | 28e 200m vrije slag 10e 4x200m vrije slag                                          |                                           |
| 2019 |                                           | 14e 4x100m vrije slag 13e 4x200m vrije slag |                                                             |                                                                                    | geen deelname                             |
| 2020 | Geen toernooien vanwege de coronapandemie | Geen toernooien vanwege de coronapandemie   | Geen toernooien vanwege de coronapandemie                   | Geen toernooien vanwege de coronapandemie                                          | Geen toernooien vanwege de coronapandemie |
| 2021 | geen deelname                             |                                             | 24e 200m vrije slag 38e 400m vrije slag 6e 4x50m vrije slag | 35e 100m vrije slag 40e 200m vrije slag 11e 4x100m vrije slag 7e 4x200m vrije slag | geen deelname                             |

## Persoonlijke records
(Per 11 augustus 2018)

### Langebaan
| afstand          | tijd    | datum         | plaats    |
| ---------------- | ------- | ------------- | --------- |
| 200 m vrije slag | 1.48,88 | 13 april 2019 | Stockholm |

### Kortebaan
| afstand         | tijd    | datum            | plaats |
| --------------- | ------- | ---------------- | ------ |
| 200m vrije slag | 1.44,45 | 14 november 2021 | Leuven |